# Vasilij Ivanovič Kuznecov
Vasilij Ivanovič Kuznecov (in russo Василий Иванович Кузнецов?; Ust-Usolka, 15 gennaio 1894 – Mosca, 20 giugno 1964) è stato un generale sovietico.

## Biografia
Nel giugno 1941, alla vigilia dell'operazione Barbarossa, era al comando della Terza Armata nell'ambito del Fronte Occidentale diretto dal generale Pavlov. Nel corso della battaglia per Kiev del settembre 1941 la sua armata fu tra le più falcidiate dall'offensiva tedesca e solo 500 dei suoi uomini sfuggirono alla morsa del gruppo di armate guidato da von Rundstedt.
Durante la controffensiva seguita alla battaglia di Mosca, a partire dal 6 dicembre 1941, insieme al generale Rokossovskij costrinse le truppe tedesche a ritirarsi da Jachroma a Krasnaja Pljana. Nei giorni successivi, al comando della Prima Armata di rottura proseguì, insieme ai generali Žukov, Rokossovskij, Golikov, Boldin, Vlasov, Leljuscenko, Belov e Govorov, la controffensiva che liberò definitivamente la capitale sovietica della pressione tedesca, come fu annunciato ufficialmente il 13 dicembre.
Nel gennaio 1942 la Prima Armata di rottura di Kuznecov lasciò il gruppo di armate di Žukov e fu trasferita sul fronte nord-ovest. Nel dicembre 1942 Kuznecov partecipò, durante la grande battaglia di Stalingrado, all'operazione Piccolo Saturno, l'offensiva contro l'ARMIR italiano che avrebbe provocato il crollo del fronte sul Don; egli aveva il comando della potente Prima Armata Guardie, di recente costituzione, e nel febbraio conseguì diversi successi contro le forze tedesche a Grisino, a poca distanza dalla linea ferroviaria di Dnepropetrovsk, che assicurava rifornimenti alla Prima Armata corazzata tedesca.
Kuznecov si segnalò anche nella battaglia finale di Berlino, nell'aprile 1945, alla testa della Terza Armata d'urto, e tocco al 79º corpo della sua armata, comandata dal maggior generale Perevertkin, l'onore di conquistare il Palazzo del Reichstag.